# Дашли (Лачинський район)
Дашли (азерб. Daşlı) — село у Лачинському районі Азербайджану. Село розташоване за 46 км на північний захід від районного центру, міста Лачина. Село розміщене на річці Шальва (басейн р. Акарі).
З 1992 по 2020 рік було під Збройні сили Вірменії окупацією і називалось Карут (вірм. Քարուտ), входячи в Кашатазький район невизнаний Нагірно-Карабаська Республіка. 1 грудня 2020 в ході Другої карабаської війни села було звільнено Збройні сили Азербайджану (вірмени трактують це як окупацію).